# Pamela Reed
Pamela Reed, född 2 april 1949 i Tacoma, Washington, är en amerikansk skådespelare. Hon har bl.a. spelat Arnold Schwarzeneggers kompanjon i actionkomedin Dagissnuten.
Reed är sedan 1988 gift med regissören Sandy Smolan. Paret har två barn.

## Filmografi (urval)
- 1980 – De laglösa
- 1980 – Melvin och Howard
- 1981 – Ögonvittnet
- 1982 – Titta vi opererar
- 1983 – Rätta virket
- 1983 – Stålets hjärta
- 1985 – Mördande press
- 1986 – Grottbjörnens folk
- 1989 – Chattahoochee
- 1990 – Cadillac Man
- 1990 – Caroline?
- 1990 – Dagissnuten
- 1992–2003 – Simpsons (TV-serie)
- 1992 – Bob Roberts
- 1992 – Släkten är värst
- 1994 – Junior
- 1996 – En kvinnas val
- 1996 – Mannen i huset bredvid
- 1997 – Bean – den totala katastroffilmen
- 1998 – Carriers
- 1998 – Why Do Fools Fall in Love
- 2000 – Proof of Life
- 2006–2008 – Jericho (TV-serie)
- 2008 – Eli Stone (TV-serie)
- 2009–2010 – United States of Tara (TV-serie)